# 法蘭克·埃爾莫爾·羅斯
法蘭克·埃爾莫爾·羅斯（Frank Elmore Ross，1874年4月2日—1960年9月21日）是一位美國天文學家和物理學家，生於加利福尼亞州舊金山。 

## 生平
羅斯於1901年獲得加州大學柏克萊分校博士學位，1905年成為國際緯度觀測所在馬里蘭州盖瑟斯堡觀測站的站長。1915年羅斯進入伊士曼柯達公司在紐約州羅徹斯特總部任職。1924年進入葉凱士天文台，並任職到1939年退休。

## 研究
羅斯的第一個重要研究成果是於1905年計算出土星衛星土衛九的可靠軌道，同時也計算出了木星衛星木衛六和木衛七的軌道。在伊士曼柯達公司任職期間他開發了可以用於天文攝影照相底板的乳劑和廣角鏡頭。
在葉凱士天文台期間他接下了愛德華·愛默生·巴納德的職位和巴納德留下的照相底板。羅斯決定使用閃視比較儀重新將相同的一組照片重新進行比較。結果是他發現了379顆新的變星，和超過1000顆高自行的恆星。而有些高自行的恆星距離地球竟然相當近，而這些恆星大多數都還以羅斯所給的編號（例如羅斯154）而為人所知。
1926年火星衝的時候，羅斯使用威爾遜山天文台口徑60英吋的望遠鏡拍攝了不同顏色的火星影像。1927年他拍攝了金星的紫外線影像，首次拍攝到了金星大氣層的雲結構。

## 榮譽
獎項
- 1928年富蘭克林研究所約翰·普萊斯·韋瑟里爾獎章。

命名事物
- 月球上的羅斯撞擊坑 (月球)（和英國南極探險家詹姆斯·克拉克·罗斯共享）
- 火星上的羅斯撞擊坑 (火星)

## 外部連結
- Obs 81 (1961) 76 （页面存档备份，存于） (one sentence)
- PASP 73 (1961) 182–184 （页面存档备份，存于）
- QJRAS 2 (1961) 276–278 （页面存档备份，存于）
- National Academy of Sciences Biographical Memoir (1967)